# لیگ ملت‌های والیبال مردان
اف‌آی‌وی‌بی لیگ ملت‌های والیبال مردان یک تورنمنت بین‌المللی والیبال است که توسط فدراسیون بین‌المللی والیبال اف‌آی‌وی‌بی برای تیم‌های ملی بزرگسالان والیبال جهان برگزار می‌شد. ایجاد لیگ ملت‌ها به عنوان یک پروژه مشترک بین اف‌آی‌وی‌بی و آی‌ام‌جی و ۲۱ فدراسیون ملی در ۱۴ اکتبر ۲۰۱۷ اعلام شد.
لیگ ملت‌ها جایگزین لیگ جهانی شد که به عنوان یک رویداد بین‌المللی سالانه بین سال‌های ۱۹۹۰ تا ۲۰۱۷ برگزار می‌شد. مسابقات مربوط به تیم‌های ملی زنان نیز لیگ والیبال ملت‌های زنان نام دارد که جایگزین مسابقات گراندپری جهان شد.

## تاریخچه

### تصویب
وب سایت والی پلاس آرژانتین در ژوئن ۲۰۱۷ خبر داد که اف‌آی‌وی‌بی تغییرات عمده ای با تصمیم شورای دپارتمان لیگ جهانی گرفته‌است که لیگ ملت‌ها جایگزین این تورنمنت خواهد شد و جایزه بزرگ جهان نیز حذف و در قالب لیگ ملت‌ها برگزار خواهد شد. بر اساس گزارش‌ها، فدراسیون جهانی بر اساس تجربه المپیک ۲۰۱۶ ریو قصد دارد با لیگ ملت‌ها، والیبال را به شکل دیگر و بهتر با تکنولوژی، نوآوری و پخش دیجیتال، زاویه‌های جدید و متنوعی از عملکرد تیم‌ها و بازیکنان به تماشاگر ارائه دهد.

## بازاریابی
فدراسیون بین‌المللی والیبال با استراتژی نام تجاری جهانی با طراحی شرکت لندور آسوشیتس برای ایجاد نام تجاری لیگ ملت‌های والیبال همکاری داشته‌است. نام تجاری VNL (وی ان ال) با استفاده از تکنولوژی دیجیتال نوآورانه ایجاد شد و همچنین شرکت لندور یک لوگو و تایپوگرافی منحصر به فرد ایجاد کرد که در آن شکل هر حرف با ضبط حرکت ردیابی مسیر عبور توپ از بازیکن به بازیکنی دیگر ایجاد شد.

### دیجیتال
مایکروسافت، شرکت فناوری آمریکایی - چند ملیتی، قراردادی را با فدراسیون جهانی امضا کرده‌است. بر این اساس نحوه پخش ورزش والیبال در فضای دیجیتال تغییر می‌کند. این قرار داد تحت پوشش، «پلتفرم ورزشی دیجیتال مایکروسافت» برای ایجاد خدمات دیجیتالی جدید و ارائه محتوای شخصی بر اساس تقاضا به منظور افزایش مخاطبان جهانی اف آی وی بی و بهبود هوشیاری بازیکن و تماشاگر ایجاد شده‌است.

## شیوه‌ی برگزاری
همان‌طور که در لیگ جهانی سابق، رقابت به دو مرحله تقسیم می‌شد -البته با تغییر در فرمول رقابت‌ها که شامل سامانه‌ی چرخشی شهرهای میزبان در دور گروهی و نیز میزبانی یک شهر ازپیش‌برگزیده در دور پایانی می‌باشد- برگزار می‌شود. مرحله‌ی گروهی لیگ ملت‌ها در سه هفته برگزار می‌شود، به طوری که هر تیم در هر هفته چهار بازی انجام می‌دهد. هنگامی که تمام مسابقات دور گروهی برگزار شد، هشت تیم برتر در جدول‌بندی کلی برای دور پایانی واجد شرایط بوده و تیم‌های باقی‌مانده، تورنمنت را ترک می‌کنند. میزبان فینال نیز به‌طور خودکار برای دور پایانی صلاحیت حضور دارد.
در لیگ ملت‌های والیبال سال ۲۰۲۳ هر تیم دست‌کم ۱۲ بازی انجام می‌دهد. در دور پایانی نیز ۸ تیم به صورت حذفی با هم به رقابت می‌پردازند.

## چلنجر کاپ
در مسابقات چلنجر کاپ، تیم‌هایی شرکت می‌کنند که در لیگ ملت‌ها حضور ندارند. براین اساس یک تیم به‌عنوان میزبان به همراه با تیم حذف شده از لیگ ملت هاوشش تیم از قاره‌های دیگر در این رقابت حاضر خواهند بود. قاره آفریقا یک سهمیه، قاره آسیا و آمریکای جنوبی یک سهمیه، قاره اروپا دو سهمیه و آمریکای شمالی و مرکزی نیز یک سهمیه در مسابقات خواهند داشت. بر اساس فرمت جدید لیگ ملت‌های والیبال، ۱۰ تیم شرکت کننده در سطح یک ثابت هستند و هفت سال ضمانت شرکت در این مسابقات را دارند. شش تیم دیگر هم متغیر خواهند بود که هر ساله در مسابقاتی تحت عنوان چلنجر کاپ مشخص خواهند شد.

## میزبان
لیست میزبان‌ها بر اساس تعداد میزبانی در فینال.
| تعداد میزبانی | میزبان              | سال‌ها      |
| ------------- | ------------------- | ---------- |
| ۲             | لهستان              | ۲۰۲۳، ۲۰۲۴ |
| ۲             | ایتالیا             | ۲۰۲۱، ۲۰۲۲ |
| ۱             | ایالات متحده آمریکا | ۲۰۱۹       |
| ۱             | فرانسه              | ۲۰۱۸       |
| ۱             | چین                 | ۲۰۲۵       |

## شمایل
| &nbsp; | ----تیم اصلی |

| &nbsp; | ----تیم چلنجر |

| &nbsp; | ----رتبه بالا در رنکینگ اف آی وی بی |

| &nbsp; | ----تیم حذف شده |

| تیم                 | دور مقدماتی | دور مقدماتی | دور مقدماتی | دور نهایی | دور نهایی | دور نهایی |
| تیم                 | اپ.         | اولین       | آخرین       | اپ.       | اولین     | آخرین     |
| ------------------- | ----------- | ----------- | ----------- | --------- | --------- | --------- |
| برزیل               | ۷           | ۲۰۱۸        | ۲۰۲۵        | ۷         | ۲۰۱۸      | ۲۰۲۵      |
| فرانسه              | ۷           | ۲۰۱۸        | ۲۰۲۵        | ۷         | ۲۰۱۸      | ۲۰۲۵      |
| لهستان              | ۷           | ۲۰۱۸        | ۲۰۲۵        | ۷         | ۲۰۱۸      | ۲۰۲۵      |
| ایالات متحده آمریکا | ۷           | ۲۰۱۸        | ۲۰۲۵        | ۴         | ۲۰۱۸      | ۲۰۲۳      |
| ایران               | ۷           | ۲۰۱۸        | ۲۰۲۵        | ۲         | ۲۰۱۹      | ۲۰۲۲      |
| صربستان             | ۷           | ۲۰۱۸        | ۲۰۲۵        | ۱         | ۲۰۱۸      | ۲۰۱۸      |
| ایتالیا             | ۷           | ۲۰۱۸        | ۲۰۲۵        | ۴         | ۲۰۲۲      | ۲۰۲۵      |
| آرژانتین            | ۷           | ۲۰۱۸        | ۲۰۲۵        | ۲         | ۲۰۲۳      | ۲۰۲۴      |
| آلمان               | ۷           | ۲۰۱۸        | ۲۰۲۵        | -         | -         | -         |
| ژاپن                | ۷           | ۲۰۱۸        | ۲۰۲۵        | ۴         | ۲۰۲۲      | ۲۰۲۵      |
| اسلوونی             | ۵           | ۲۰۲۱        | ۲۰۲۵        | ۴         | ۲۰۲۱      | ۲۰۲۵      |
| هلند                | ۵           | ۲۰۲۱        | ۲۰۲۵        | ۱         | ۲۰۲۲      | ۲۰۲۲      |
| کانادا              | ۷           | ۲۰۱۸        | ۲۰۲۵        | ۱         | ۲۰۲۴      | ۲۰۲۴      |
| بلغارستان           | ۷           | ۲۰۱۸        | ۲۰۲۵        | -         | -         | -         |
| ترکیه               | ۲           | ۲۰۲۴        | ۲۰۲۵        | ـ         | ـ         | ـ         |
| کوبا                | ۳           | ۲۰۲۳        | ۲۰۲۵        | ۱         | ۲۰۲۵      | ۲۰۲۵      |
| چین                 | ۵           | ۲۰۱۸        | ۲۰۲۵        | ۱         | ۲۰۲۵      | ۲۰۲۵      |
| اوکراین             | ۱           | ۲۰۲۵        | ۲۰۲۵        | -         | -         | -         |
| استرالیا            | ۴           | ۲۰۱۸        | ۲۰۲۲        | ـ         | ـ         | ـ         |
| روسیه               | ۳           | ۲۰۱۸        | ۲۰۲۱        | ۲         | ۲۰۱۸      | ۲۰۱۹      |
| پرتغال              | ۱           | ۲۰۱۹        | ۲۰۱۹        | -         | -         | -         |
| کرهٔ جنوبی           | ۱           | ۲۰۱۸        | ۲۰۱۸        | -         | -         | -         |

چین از حضور در لیگ ملت‌های والیبال ۲۰۲۱ انصراف داد.
هلند به عنوان تیم جایگزین وارد مسابقات شد.

## تیم‌های برتر ادوار
| ۲۰۱۸ | لیل     | · روسیه  | ۳–۰ | · فرانسه              | · ایالات متحده آمریکا | ۳–۰ | · برزیل   |
| ۲۰۱۹ | شیکاگو  | · روسیه  | ۳–۱ | · ایالات متحده آمریکا | · لهستان              | ۳–۰ | · برزیل   |
| ۲۰۲۱ | ریمینی  | · برزیل  | ٣–٠ | · لهستان              | · فرانسه              | ٣–٠ | · اسلوونی |
| ۲۰۲۲ | بولونیا | · فرانسه | ۳–۲ | · ایالات متحده آمریکا | · لهستان              | ۳–۰ | · ایتالیا |
| ۲۰۲۳ | گدانسک  | · لهستان | ۳–۱ | · ایالات متحده آمریکا | · ژاپن                | ۳–۲ | ایتالیا   |
| ۲۰۲۴ | لودز    | · فرانسه | ۳–۱ | · ژاپن                | · لهستان              | ۳–۰ | · اسلوونی |
| ۲۰۲۵ | نینگبو  | · لهستان | ۳–۰ | · ایتالیا             | · برزیل               | ۳–۰ | · اسلوونی |

## خلاصه مدال‌ها
| رتبه           | کشور                | طلا | نقره | برنز | مجموع |
| -------------- | ------------------- | --- | ---- | ---- | ----- |
| ۱              | لهستان              | ۲   | ۱    | ۳    | ۶     |
| ۲              | فرانسه              | ۲   | ۱    | ۱    | ۴     |
| ۳              | روسیه               | ۲   | ۰    | ۰    | ۲     |
| ۴              | برزیل               | ۱   | ۰    | ۱    | ۲     |
| ۵              | ایالات متحده آمریکا | ۰   | ۳    | ۱    | ۴     |
| ۶              | ژاپن                | ۰   | ۱    | ۱    | ۲     |
| ۷              | ایتالیا             | ۰   | ۱    | ۰    | ۱     |
| مجموع (۷ کشور) | مجموع (۷ کشور)      | ۷   | ۷    | ۷    | ۲۱    |

## باارزش‌ترین بازیکن
- ۲۰۱۸  ماکسیم میخائیلوف (روسیه)
- ۲۰۱۹  مت اندرسون (آمریکا)
- ۲۰۲۱  بارتوش کورک (لهستان)  والاس دسوزا (برزیل)
- ۲۰۲۲  اروین انگاپت (فرانسه)
- ۲۰۲۳  پاول زاتورسکی (لهستان)
- ۲۰۲۴  آنتوان بیزار (فرانسه)